# Insert (SQL)
INSERT је наредба у SQL језику којом се додаје један или више нових уноса у табелу базе података.

## Синтакса и примери
Општа синтакса изгледа овако:
```
 
INSERT
 
INTO
 
DRZAVE
(
DRZAVA
,
 
POVRSINA
)
 
VALUES
(
'drzava.Text'
,
 
'povrsina.Text'
)

```

 Број колона и вредности мора бити исти. Уколико колона није наведена користиће се њена подразумевна вредност која се дефинише приликом креирања те колоне. Уколико синтакса садржи грешку уместо додањавања новог уноса у базу враћа се грешка са детаљним описом где се грешка догодила.
 Уколико је за потребе радње непотребно специфирати имена колони, наредба се може написати и овако:

```
 
INSERT
 
INTO
 
ImeTabele
 
VALUES
 
(
vrednost1
,
vrednost2
,
vrednost3
,...);

```